# Се (Фуншал)
Се (порт. Sé) — район (фрегезия) в Португалии, входит в округ Мадейра. Расположен на острове Мадейра. Является составной частью муниципалитета Фуншал. Население составляет 2148 человек на 2001 год. Занимает площадь 3,67 км².